# St. Martinus (Hamburg-Eppendorf)

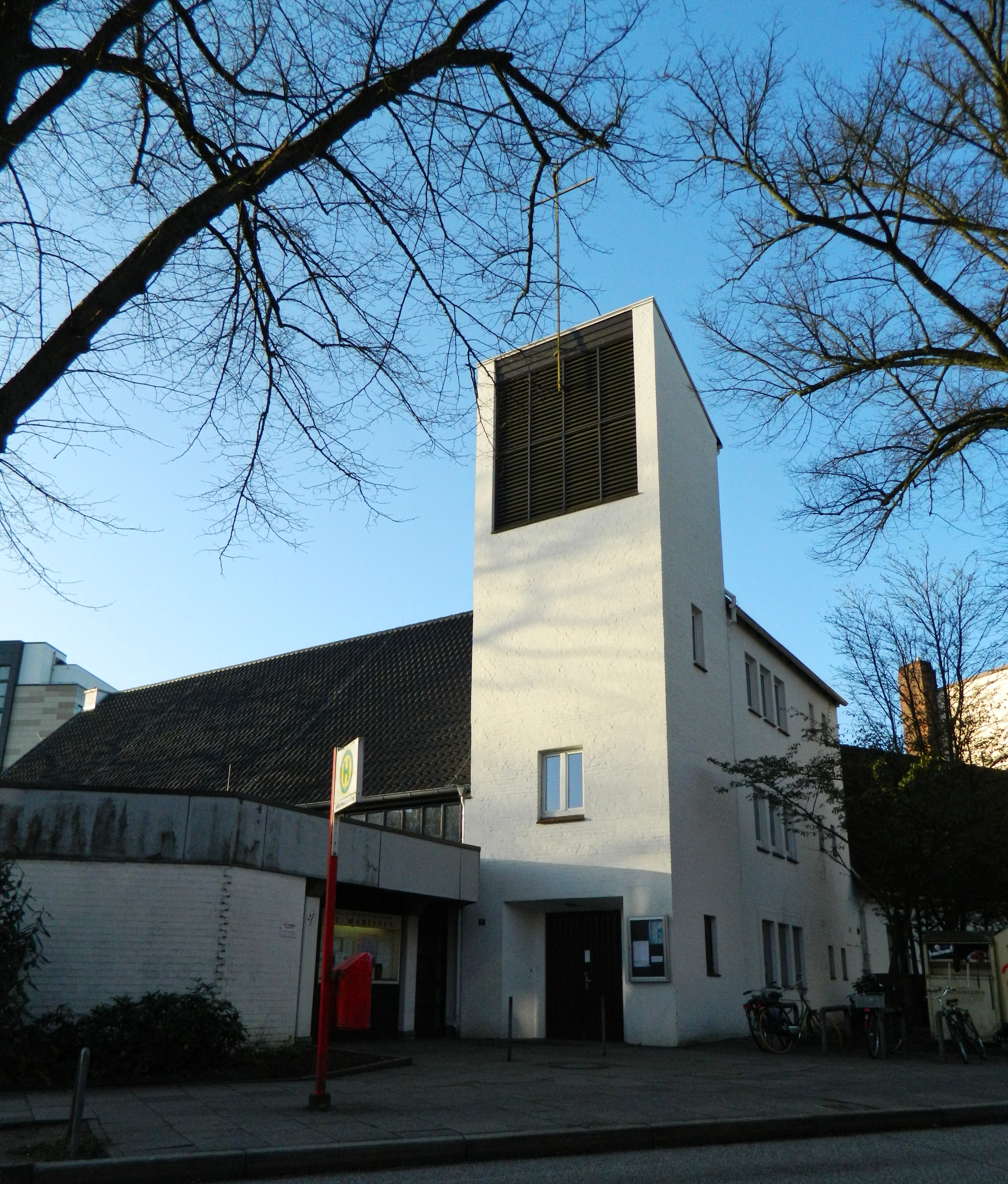
Straßenansicht mit Turm der Kirche

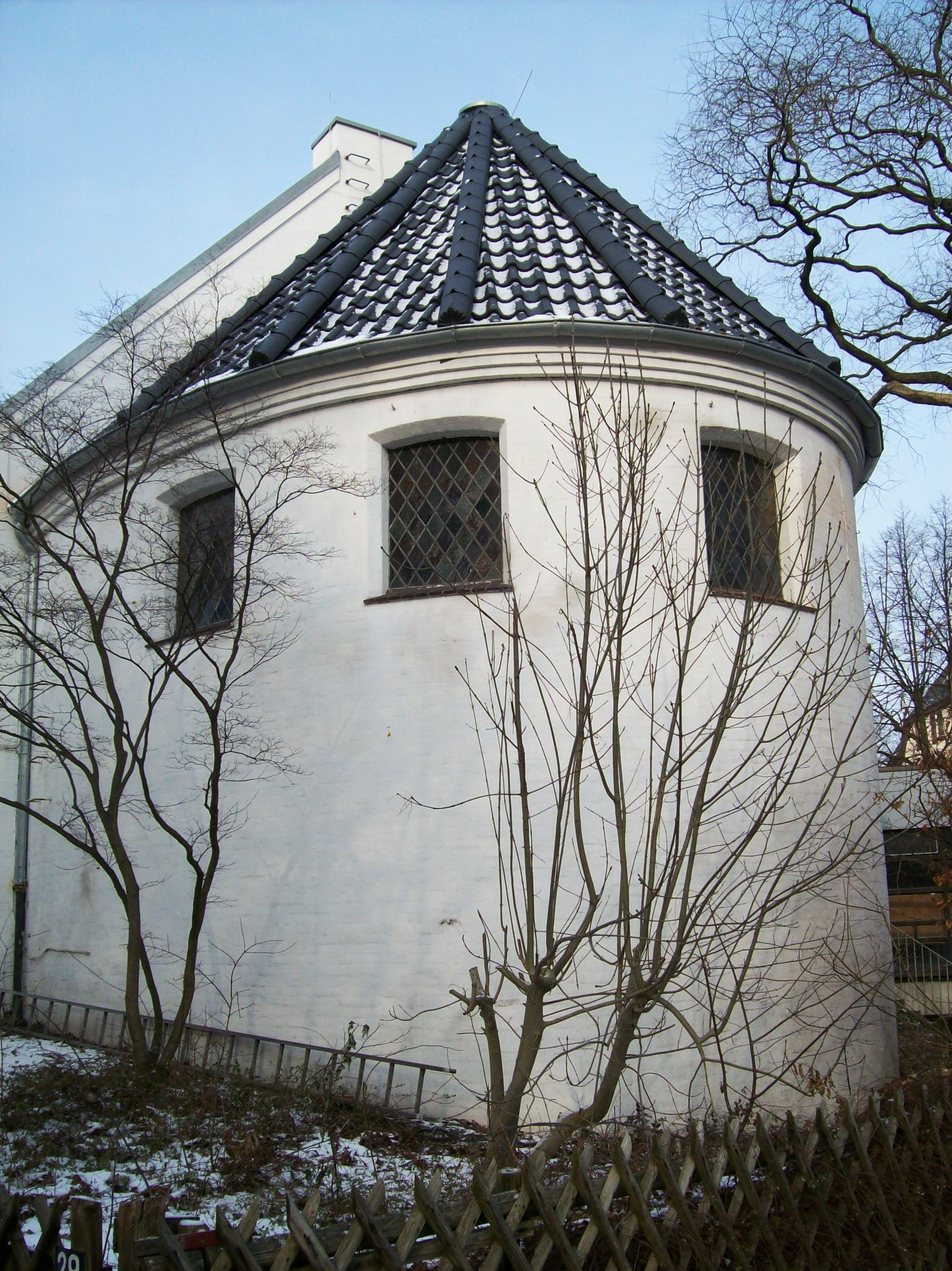
Ansicht von der Chorseite mit gemauertem Anbau

Die St.-Martinus-Kirche ist eine ab dem 7. August 1949 erbaute und am 11. Dezember 1949 eingeweihte evangelisch-lutherische Kirche im Hamburger Stadtteil Eppendorf. Sie liegt dort an der Straßengabelung Martinistraße / Tarpenbekstraße und ist eine von drei Bartning-Notkirchen in Hamburg.

## Bau und Erweiterungen
Aufgrund der Veränderung der Bevölkerungsstruktur und der im Zweiten Weltkrieg zerstörten Kirchen begann die Kirchengemeinde Eppendorf schon 1947 über den Bau neuer Gebäude nachzudenken. Für die heutige St.-Martinus-Kirche eröffnete sich die Möglichkeit durch das Notkirchen-Programm sehr schnell, nämlich noch im Jahr 1949, einen Kirchenbau umzusetzen.
Der Entwurf stammt von dem Architekten Otto Bartning unter Mitarbeit von Gerhard Langmaack und gehört zum Typ B  aus dem Notkirchen-Programm. Das äußere Erscheinungsbild zeigt diese Zugehörigkeit eindeutig und weist viele Parallelen zu anderen Kirchen aus diesem Programm auf. Typisch ist das direkt unter dem Dachüberstand umlaufende Fensterband und die Gestaltung des Innenraums. Der runde gemauerte Chor mit den Bogenfenstern und der kuppelförmigen Holzdecke ist Langmaacks individuelle Erweiterung des Grundmodells. Der Innenraum ist in Holz und weißem Putz gestaltet. Die Struktur zeigt noch sehr gut die unverkleidet gelassenen vorgefertigten Stützen und Dachbinder aus dunklem Holz. Das weiß gestrichene Mauerwerk besteht aus Kalksandstein, der zur Bauzeit das billigste erhältliche Material war. Die Kirche bietet auf traditionell in zwei Blöcken mit Mittelgang angeordneten Bänken insgesamt 450 Sitzplätze.
Der Turm mit einer Eingangshalle und einem Konfirmandensaal wurde später ergänzt. Eine grundlegende Sanierung und Instandsetzung des Gebäudekomplexes erfolgte von 2009 bis 2011.
Die Kirche ist in der Hamburger Denkmalliste unter der Nr. 24405 verzeichnet.

## Ausstattung
Altar und Kanzel sind wahrscheinlich Entwürfe Langmaacks, das Kruzifix stammt von Fritz Fleer. Das von Wolfgang Kreutter geschaffene Taufbecken aus dem Jahr 1949 ist eine Bronzeschale auf einer Steinsäule.
Die drei Bronzeglocken der Kirche stammen aus dem Jahr 1956.

## Änderungen
Zunächst stand die Kirche alleine auf dem Grundstück, später erfolgten zwei Erweiterungsphasen. Von 1951 bis 1954 errichtete man zuerst die Sakristei, erweiterte und erhöhte die Eingangshalle an der Front zur Martinistraße, errichtete den Turm und das Pastorat. Von 1972 bis 1973 wurde die Anlage um ein neues Gemeindehaus ergänzt. Dieses Gebäude des Architekten Jörn Rau fügt sich architektonisch sehr gut an die Notkirche an. Im Laufe der Jahre ist die umliegende Wohnbebauung immer dichter an die Kirche heran gerückt, so dass kaum noch Freiflächen um die Kirche herum übrig blieben.

## Orgel

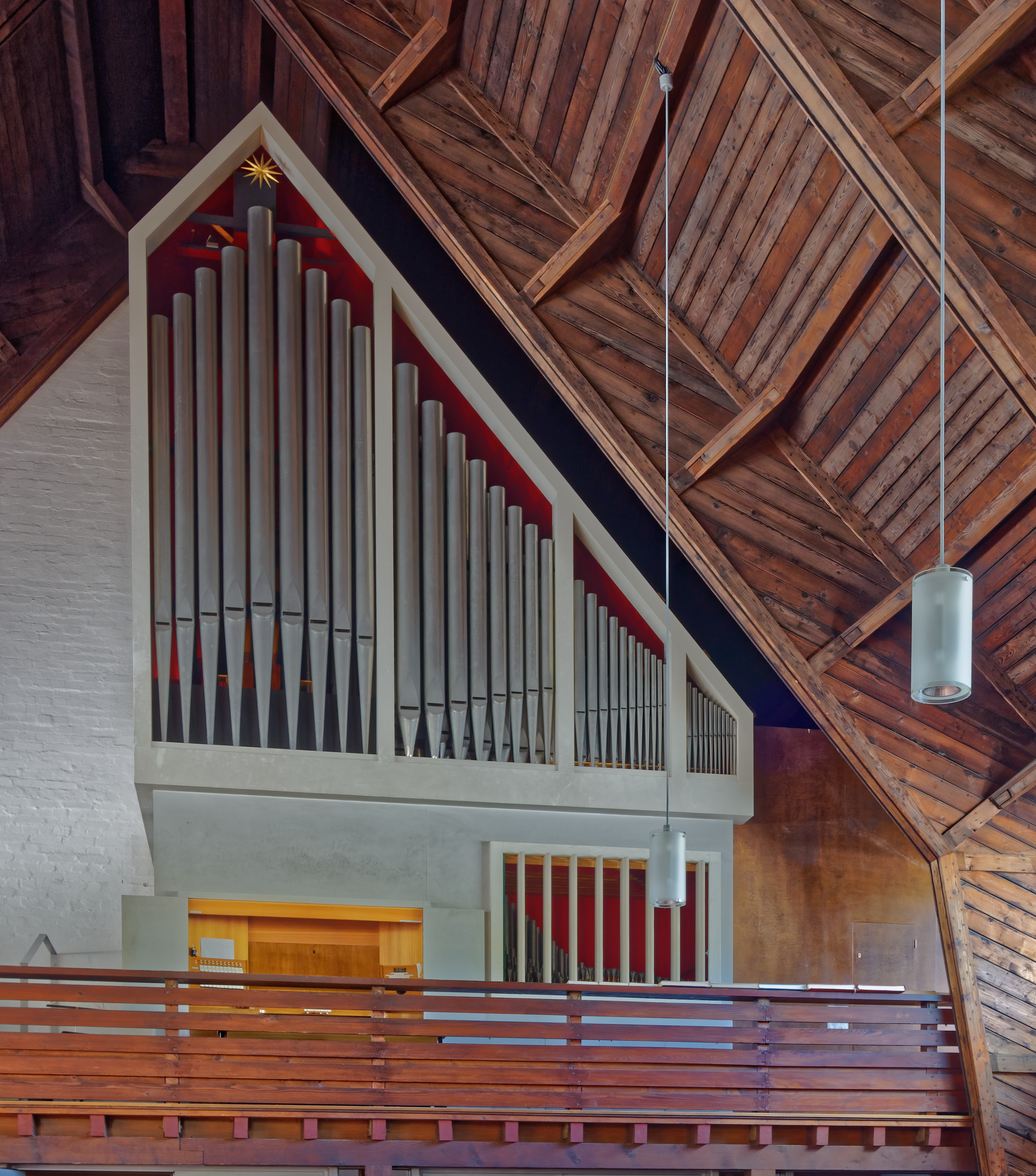
Orgelprospekt

Bis 1974 gab es eine kleine Orgel, die 1963 durch die Firma Alfred Führer gebaut wurde und die seit 1988 in der Franz-von-Assisi-Kirche in Hamburg-Neuallermöhe steht.
Als zweite Orgel wurde 1971 eine Jehmlich-Orgel eingebaut. Ihre Disposition lautet:
| I Hauptwerk C– |               |       |
| 1.             | Quintadena    | 16′   |
| 2.             | Prinzipal     | 8′    |
| 3.             | Gemshorn      | 8′    |
| 4.             | Oktave        | 4′    |
| 5.             | Rohrflöte     | 4′    |
| 6.             | Nasat         | 2 ⁄3′ |
| 7.             | Waldflöte     | 2′    |
| 8.             | Mixtur VI–VII |       |
| 9.             | Zimbel III    |       |
| 10.            | Trompete      | 8′    |
|                | Tremulant     |       |

| II Schwellwerk C– |             |    |
| 11.               | Weitgedackt | 8′ |
| 12.               | Prinzipal   | 4′ |
| 13.               | Nachthorn   | 4′ |
| 14.               | Oktävlein   | 2′ |
| 15.               | Sifflet     | 1′ |
| 16.               | Terzian II  |    |
| 17.               | Mixtur IV   |    |
| 18.               | Kopfregal   | 8′ |
|                   | Tremulant   |    |

| Pedal C– |                  |     |
| 19.      | Subbass          | 16′ |
| 20.      | Prinzipalbass    | 8′  |
| 21.      | Gedacktbass      | 8′  |
| 22.      | Choralbass       | 4′  |
| 23.      | Rauschpfeife III |     |
| 24.      | Stillposaune     | 16′ |
| 25.      | Trompete         | 8′  |

- Koppeln: II/I, I/P, II/P
- Spielhilfen: zwei freie Kombinationen

Zusätzlich existiert eine bewegliche Chororgel.

## Fotografien und Karte
Koordinaten: 53° 35′ 30,3″ N, 9° 58′ 59,5″ O

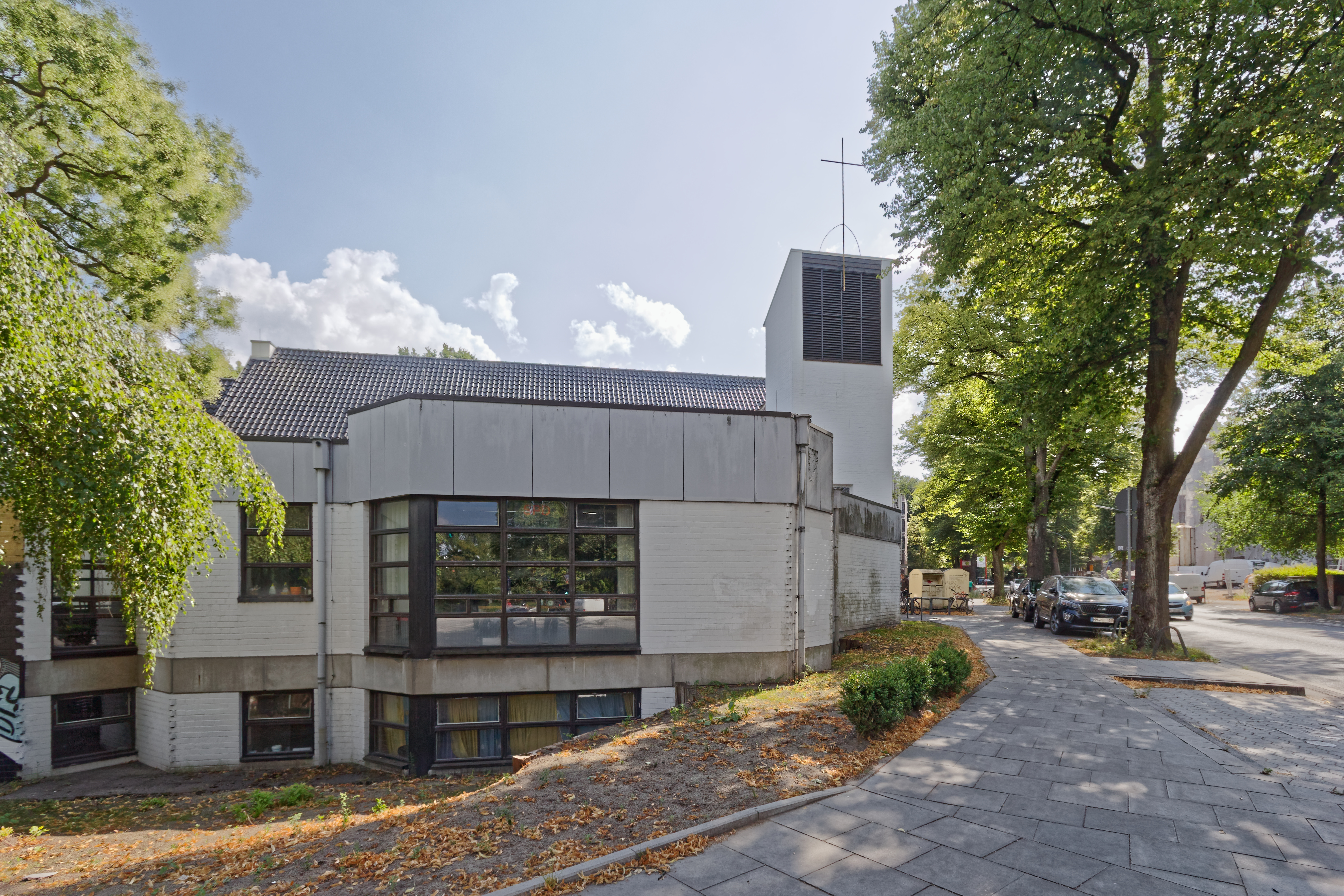
Anbau des Gemeindehauses
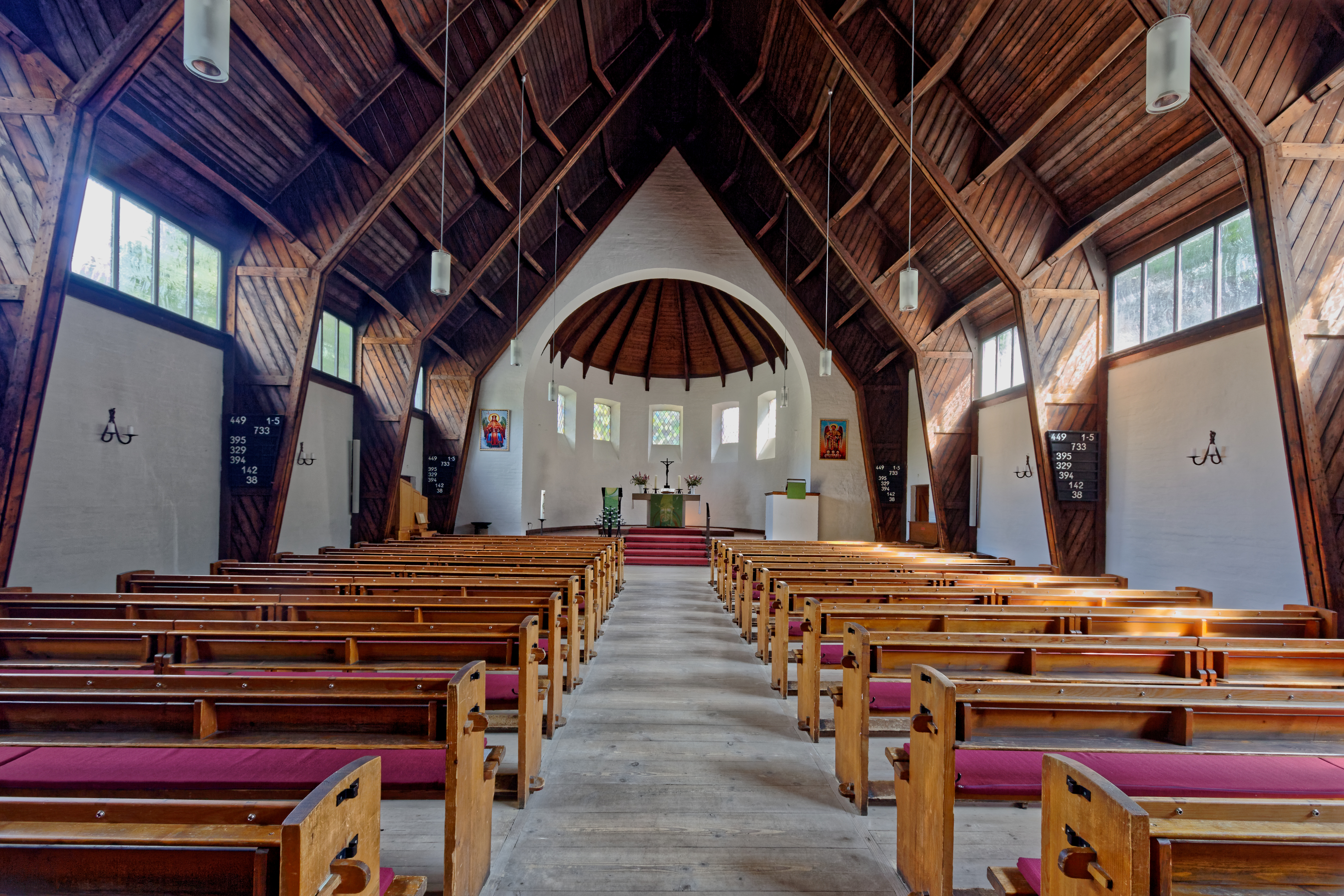
Innenraum mit Blick zum Altar
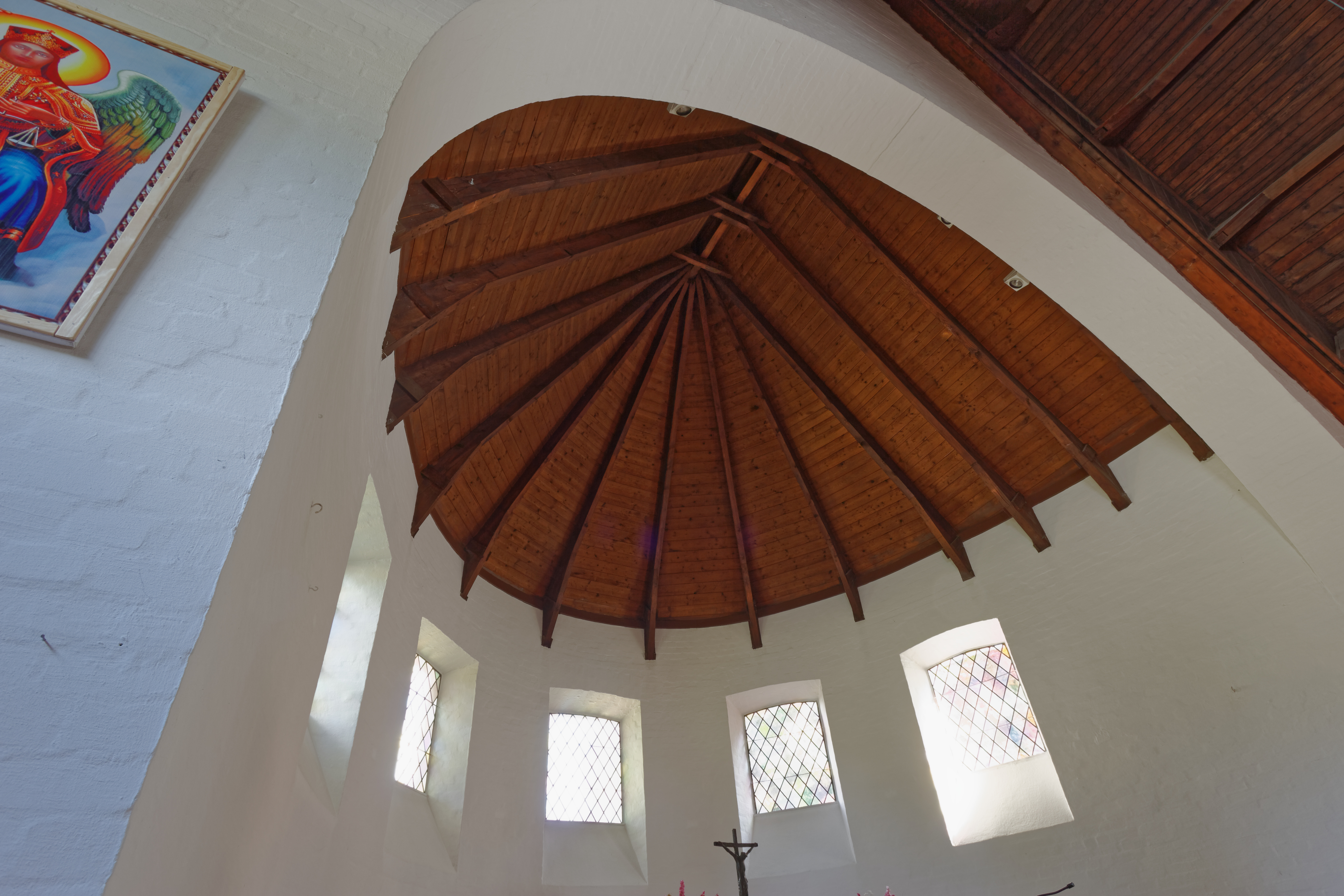
Hölzernes Deckengewölbe im Chorraum
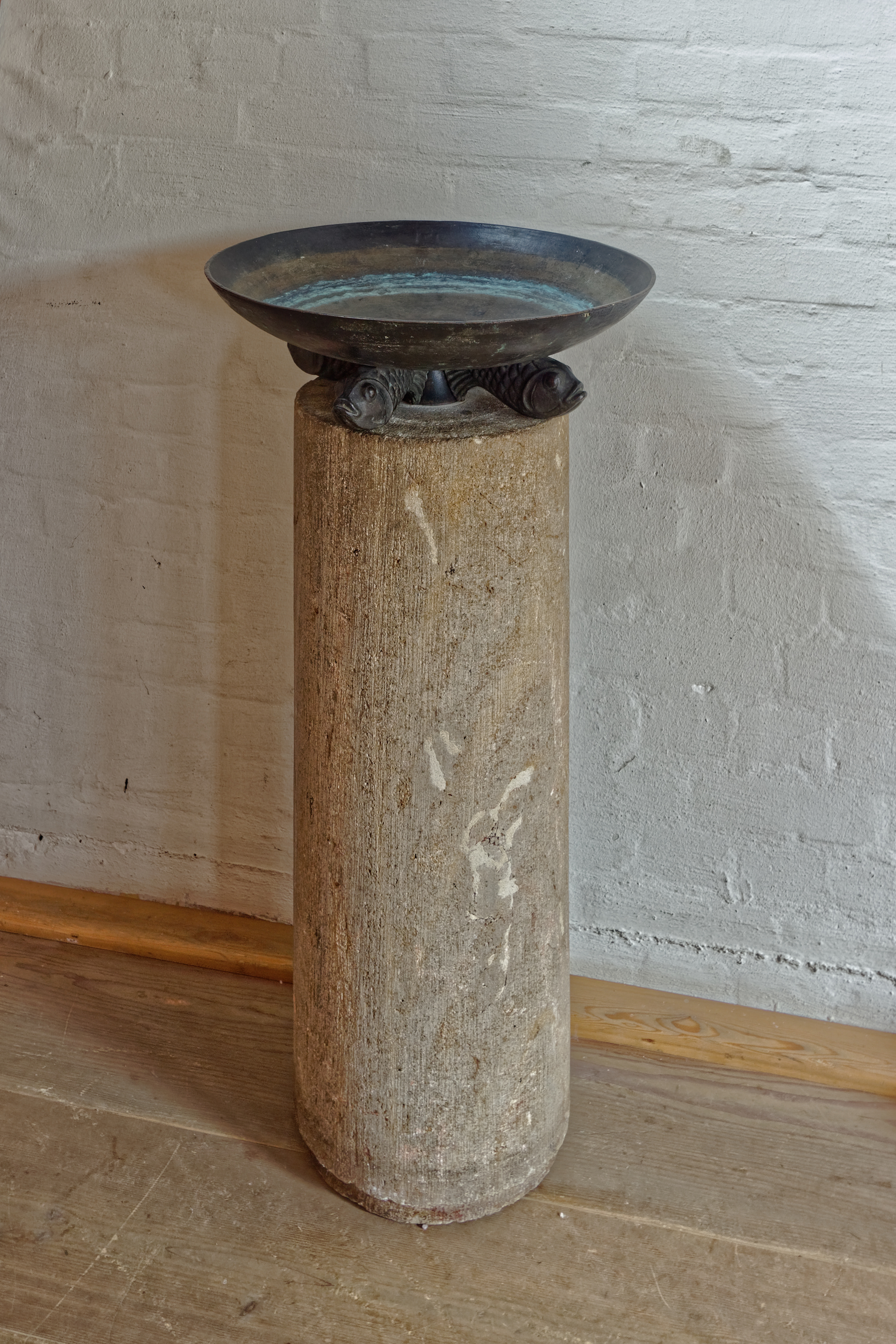
Taufe
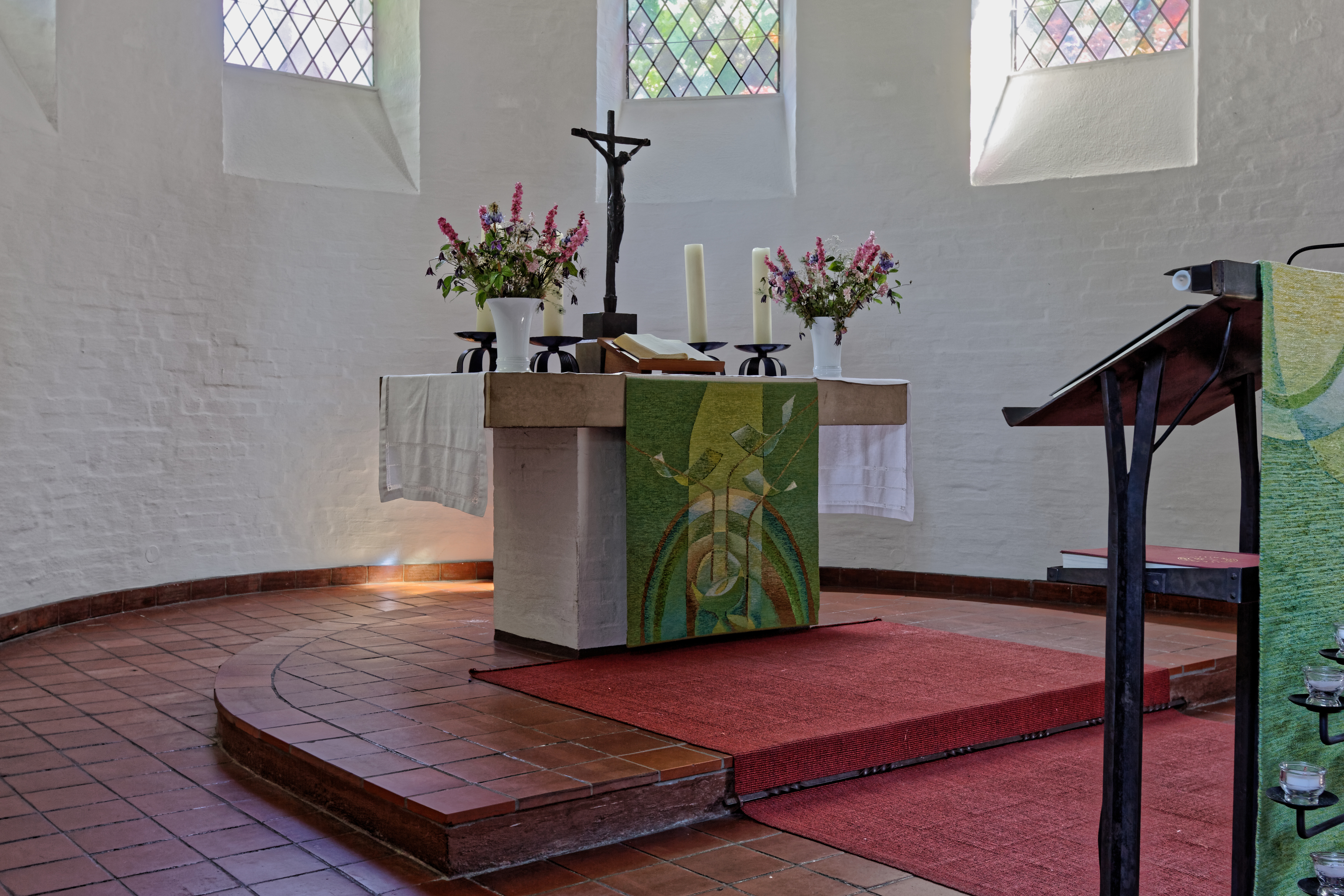
Altar